# Davor Dominiković
Davor Dominikovic, né le 7 avril 1978 à Metković, est un ancien handballeur international Croate

## Biographie
Arrivé en 2011 en provenance du Paris Handball, Davor Dominikovic quitte l'US Ivry en 2013 alors qu’il était encore sous contrat avec les Rouge et Noir pour une saison. Pendant ses deux saisons à Ivry, le double champion olympique aura inscrit 56 buts réalisant sa meilleure saison en 2012-2013 puisque la précédente avait été marquée par une blessure au genou qui l’écarté longtemps des parquets.

## Palmarès

### Club
compétitions internationales 
- vainqueur de la Ligue des champions (C1) en 2005
- vainqueur de la coupe de l'EHF (C3) en 2000

 compétitions nationales 
- vainqueur du Championnat de Croatie (2) : 1998, 1999
- vainqueur de la Coupe de Croatie (4) : 1998, 1999, 2001, 2002
- vainqueur du Championnat d'Espagne (1) : 2006

### Sélection nationale
Jeux olympiques
- Médaille d'or Jeux olympiques de 2004 d'Athènes,  Grèce

Championnat du monde
- Médaille d'or du Championnat du monde 2003,  Portugal
- Médaille d'argent du Championnat du monde 2005,  Tunisie

Championnat d'Europe
- Médaille d'argent du Championnat d'Europe 2008,  Norvège

Jeux méditerranéens
- Médaille d'or aux Jeux méditerranéens de 1997 de Bari,  Italie
- Médaille d'or aux Jeux méditerranéens de 2001 de Tunis,  Tunisie